# Свидница (гмина, Зелёногурский повет)
Свидница (пол. Świdnica) — сельская гмина (волость) в Польше, входит как административная единица в Зелёногурский повет, Любушское воеводство. Административным центром гмины является село Свидница. Население — 5657 человек (на 2004 год).

## Сельские округа
1. Бухалув
2. Джонув
3. Грабовец
4. Козля
5. Летница
6. Липно
7. Пяски
8. Радомя
9. Слоне
10. Свидница
11. Вильканово
12. Добра
13. Лохово
14. Ожево
15. Рыбно
16. Вирувек

## Соседние гмины
1. Гмина Червеньск
2. Гмина Домбе
3. Гмина Новогруд-Бобжаньски
4. Гмина Зелёна-Гура
5. Зелёна-Гура